# Kup Hrvatske u odbojci za žene 2017/18.
Kup Hrvatske u odbojci za žene za sezonu 2017./18. je osvojila "Mladost" iz Zagreba.

## Rezultati

### 1. kolo
Igrano 18. listopada 2017. godine. 
| klub1          | klub2                            | rez. | setovi                           |
| -------------- | -------------------------------- | ---- | -------------------------------- |
| Brda Split     | Marina Kaštela (Kaštel Gomilica) | 0:3  | 17:25, 27:29, 17:25              |
| Kostrena       | Mladost Zagreb                   | 0:3  | 5:25, 10:25, 11:25               |
| Kitro Varaždin | Osijek                           | 0:3  | 17:25, 21:25, 15:25              |
| Dubrovnik      | Kaštela Cemex (Kaštel Stari)     | 2:3  | 9:25, 26:24, 25:23, 18:25, 11:15 |
| Rijeka CO      | Poreč                            | 3:0  | 25:20, 25:16, 21:25, 25:19       |
| Đakovo         | Nova Gradiška                    | 0:3  | 20:25, 17:25, 21:25              |
| Olimpik Zagreb | Enna Vukovar                     | 1:3  | 20:25, 25:15, 19:25, 14:25       |
| Drenova Rijeka | Rockwool Rovinj                  | 3:0  | 25:11, 25:19, 25:8               |

### 2. kolo (četvrtzavršnica)
Igrano 8. studenog 2017. godine.
| klub1          | klub2                            | rez. | setovi                            |
| -------------- | -------------------------------- | ---- | --------------------------------- |
| Drenova Rijeka | Marina Kaštela (Kaštel Gomilica) | 0:3  | 12:25, 14:25, 12:25               |
| Nova Gradiška  | Mladost Zagreb                   | 0:3  | 20:25, 16:25, 15:25               |
| Enna Vukovar   | Osijek                           | 2:3  | 25:18, 25:19, 28:30, 19:25, 11:15 |
| Rijeka CO      | Kaštela Cemex (Kaštel Stari)     | 2:3  | 19:25, 19:25, 25:19, 25:17, 7:15  |

### Poluzavršnica
Prve utakmice su igrane 29. studenog, a uzvrati 6. prosinca 2017. godine 
| klub1                        | klub2                            | 1. utakmica | 1. utakmica                | 2. utakmica | 2. utakmica                |
| klub1                        | klub2                            | rez.        | setovi                     | rez.        | setovi                     |
| ---------------------------- | -------------------------------- | ----------- | -------------------------- | ----------- | -------------------------- |
| Kaštela Cemex (Kaštel Stari) | Marina Kaštela (Kaštel Gomilica) | 3:1         | 23:25, 25:17, 25:13, 25:21 | 3:1         | 21:25, 25:19, 25:20, 25:22 |
| Osijek                       | Mladost Zagreb                   | 0:3         | 14:25, 16:25, 20:25        | 0:3         | 17:25, 14:25, 23:25        |

### Završnica
Igrano 14. veljače 2018. u Zagrebu u dvorani "Dom odbojke - Bojan Stranić".
| klub1          | klub2                        | rez. | setovi                    |
| -------------- | ---------------------------- | ---- | ------------------------- |
| Mladost Zagreb | Kaštela Cemex (Kaštel Stari) | 3:1  | 25:14, 29:27, 23:25, 24:9 |